# Torre Tyholt
La Torre Tyholt (en noruego: Tyholttårnet)  es una estructura  de 124 metros de alto que consiste en una torre para radio con una plataforma de observación en Trondheim, una localidad del país europeo de Noruega. Tyholttarnet fue construido en 1985. La torre cuenta con un restaurante giratorio, a 80 metros de altura, lo que representa aproximadamente una vuelta completa por hora.